# وه‌وه‌لمادا
وه‌وه‌لمادا (به لاتین: Wewelmada) یک منطقهٔ مسکونی در سری‌لانکا است که در استان مرکزی (سری‌لانکا) واقع شده‌است.